# Checker Records
Checker Records war ein 1952 gegründetes Sublabel von Chess Records, das um 1971 eingestellt wurde.
Gegründet wurde das Label von Phil und Leonard Chess, um zu mehr Radiospielzeit zu kommen, da die Radiostationen nur eine begrenzte Zahl von Aufnahmen einer Firma spielten.

## Künstler auf Checker (Auswahl)
Aretha Franklin, Willie Dixon, Five Blind Boys of Mississippi, J. B. Lenoir, Lowell Fulson, Arthur Crudup, Little Walter, Memphis Minnie, Elmore James, Little Milton, Fontella Bass, Sonny Boy Williamson II., Tammi Terrell, Bo Diddley.